# Fillette en robe jaune
Fille en robe jaune est une peinture à l'huile sur toile de 92 × 60 cm réalisée en 1917 par le peintre italien Amedeo Modigliani. 
Elle fait partie d'une collection privée. 